# Chaloupe à moteur Fairmile type B
La chaloupe à moteur Fairmile type B était un type de Motor Launch (ML) conçu par le constructeur naval britannique Fairmile Marine pour les opérations côtières de la Royal Navy. Il fut construit par Fairmile Marine (et d’autres entreprises) pendant la Seconde Guerre mondiale.

## Conception
Alors que la chaloupe à moteur Fairmile type A avait été entièrement conçue par Fairmile, le type B a été conçu par Bill Holt, de l’Amirauté, sur la base des lignes d’une coque de destroyer. La conception détaillée et la production ont été prises en charge par Fairmile. Comme tous leurs modèles, il était basé sur une préfabrication totale afin que les composants individuels puissent être sous-traités à de petites usines pour la production et organisés comme des kits qui seraient livrés à divers chantiers navals pour l’assemblage et l’aménagement.
Au total, environ 650 bateaux ont été construits entre 1940 et 1945. Comme le type A, le type B était initialement destiné à la lutte anti-sous-marine, de sorte que les bateaux étaient équipés de l’ASDIC (sonar) en standard. Leur armement principal reflétait initialement leur rôle spécialisé anti-sous-marins, avec 12 charges de profondeur, un seul canon QF 3-pounder Hotchkiss à l’arrière et un affût de mitrailleuses jumelées de .303 British. Cet armement était celui de la version britannique originale de 1940. Au fur et à mesure que la guerre avançait, les navires ont été adaptés à d’autres rôles et leur armement a été modifié et amélioré, comme le remplacement du 3-pounder par un (ou plusieurs) canons de 20 mm Oerlikon et le retrait du dôme ASDIC pour faciliter le déminage dans le rôle de dragueur de mines. Certains bateaux ont été configurés en torpilleurs.

## Service
La première chaloupe à moteur Fairmile type B a été achevée en septembre 1940, avec 38 autres des deux premiers lots de production entrant en service avant la fin de l’année.
Tous les bateaux étaient fondamentalement identiques, bien qu’ils puissent être adaptés pour servir dans divers rôles grâce à des rails pré-percés sur leurs ponts et espacés pour permettre l’installation de divers types d’armement. Leur armement initial reflétait leur mission principale anti-sous-marins, mais neuf d’entre eux furent équipés de tubes lance-torpilles de 21 pouces (533 mm) provenant d’anciens destroyers américains de classe Town. Ils formèrent la 2e flottille ML chargée de lutter contre une éventuelle invasion allemande, jusqu’à ce que la menace soit passée.
Pendant le siège de Malte, ils ont été utilisés pour déminer un chenal étroit, suivis par des dragueurs de mines plus lourds qui élargissaient le chenal. Les dragueurs de mines plus lourds étaient d’abord les restes de la force de chalutiers de Malte, puis des dragueurs de mines de la flotte qui sont arrivés avec un convoi depuis Gibraltar. Les chaloupes pouvaient passer par-dessus les mines, alors que de nombreux chalutiers ont été perdus lorsque le navire de tête heurtait une mine.
Un certain nombre d’entre eux ont servi durant le raid de Saint-Nazaire comme transports d’assaut, mais leur construction légère a fait qu’ils ont beaucoup souffert : 12 chaloupes type B ont été perdues dans cette action sur les 16 déployés.
Pendant le débarquement de Normandie, un certain nombre de ML ont été désignées comme aides à la navigation. Ces chaloupes guidaient les péniches de débarquement vers les bonnes plages. Pour cette tâche, les chaloupes ont été équipés de tapis pare-éclats à l’avant pour une protection accrue. Leur armement principal (le canon de 3 livres) a été déplacé à la proue, un canon de 20 mm Oerlikon a été installé au centre du navire et un canon Bofors 40 mm a été installé à la poupe. Des fumigènes ont été installés à l’arrière du navire et le nombre de charges de profondeur a été réduit. Voir l’image principale ci-dessus du ML 303 dans cette configuration.
Beaucoup ont été construites comme des chaloupes de sauvetage, avec de petites infirmeries à l’arrière de la salle des machines, et classés comme Rescue Motor Launch (RML). Ceux-ci ont été numérotés dans les séries RML 492 à RML 500 et RML 511 à RML 553. Plusieurs autres ont été converties pour être utilisées comme chaloupes ambulances du War Office, avec des infirmeries plus grandes.

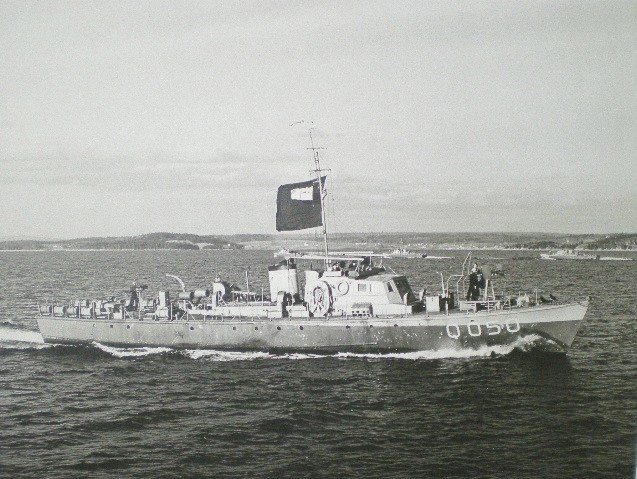
HMC ML Q055 en 1941. Un grand drapeau noir indique un contact ASDIC.
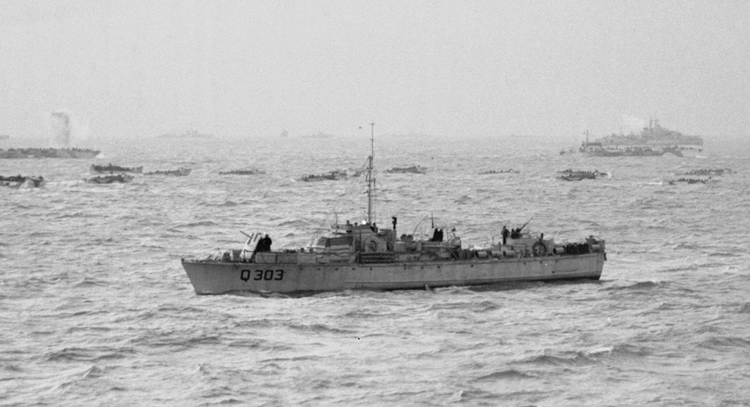
La ML303 britannique lors de l’invasion de la Normandie, le « jour J ».
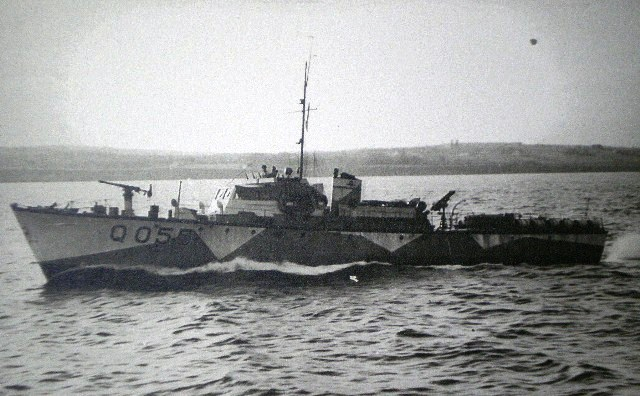
HMC ML Q055 en 1941

## Fairmile B construites dans les colonies britanniques ou le Commonwealth

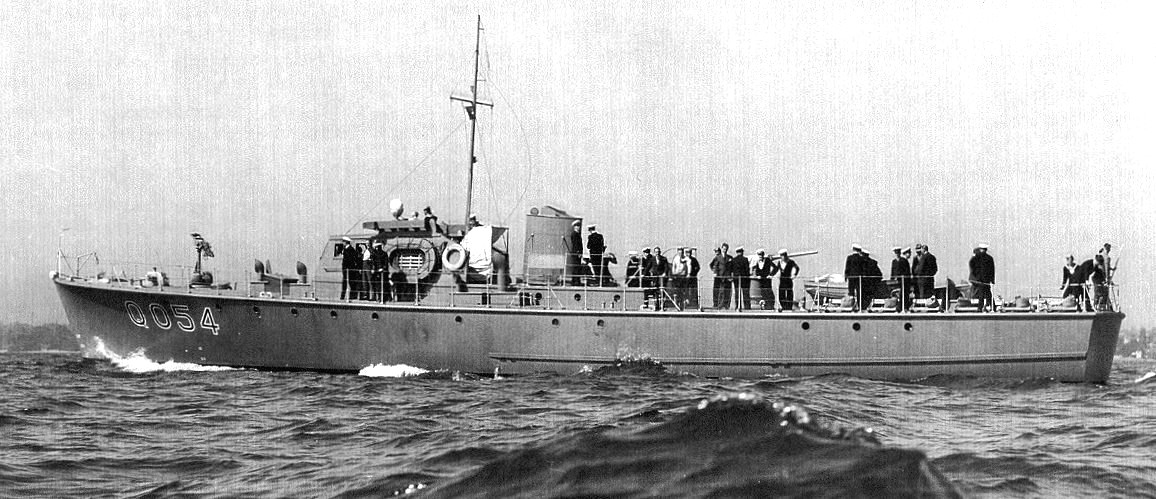
La Fairmile canadienne HMC ML Q054 en 1942

### Fairmiles construites au Canada
Conçues à l’origine pour la Royal Navy par W. J. Holt de l’Amirauté britannique et construits par le constructeur de bateaux britannique Fairmile Marine, les chaloupe à moteur Fairmile type B ont aussi été construites au Canada pendant la Seconde Guerre mondiale, au nombre de 88 exemplaires, avec de légères modifications pour les adapter aux conditions climatiques et opérationnelles canadiennes. Elles ont servi avec la marine royale canadienne dans les eaux territoriales. Les trente-six premiers Fairmile B canadiennes ont été désignées comme « Coastal Motor Launch » (chaloupe à moteur côtière) sous les immatriculations CML 01 à 36, et peintes en conséquence. Huit Fairmiles canadiennes (Q 392-Q 399) ont été construites par Le Blanc pour la Royal Navy mais ont été transférées à la marine américaine (United States Navy) au titre du prêt-bail (Lend-Lease) car la protection côtière américaine avait été réduite par le transfert de navires à la Royal Navy pour l’escorte des convois. L’US Navy a utilisé les Fairmiles construites au Canada comme « submarine chasers » (chasseurs de sous-marins) sous les immatriculations SC 1466 à 1473.

### Autres Fairmiles construites dans les colonies britanniques ou le Commonwealth
Au moins deux chaloupes ont été construites dans la colonie britannique des Bermudes, abritant le chantier naval et la maison de l’Amirauté de la North America and West Indies Station, par l’entreprise qui allait devenir Burland, Conyers & Marirea, Ltd.
La Nouvelle-Zélande a construit 12 bateaux. Ceux-ci ont été utilisés dans les eaux néo-zélandaises et autour des îles Salomon, et comprenaient les HMNZS Maori et Kahu.
En Australie, 35 bateaux sont entrés en service à partir d’octobre 1942. Ils ont été employés à des patrouilles de routine, à l’escorte de convois, à l’infiltration et l’exfiltration de forces spéciales dans et hors des zones tenues par les Japonais en Papouasie-Nouvelle-Guinée, à des patrouilles de défense dans les ports au pays et à l’étranger, au transport du courrier, à des travaux hydrographiques et à des raids sur les côtes tenues par les Japonais. A noter que lors de la reddition des forces japonaises dans le Pacifique Sud-Ouest, le 10 septembre 1945, le contre-amiral S. Sato, commandant des îles Kairiru et Muschu, en Nouvelle-Guinée, signe la reddition des forces japonaises sur les îles au major général H.C. H. Robertson, commandant de la 6e division d'infanterie, à bord du ML 805.
Au moins six bateaux (les ML 380 à 383, 829 et 846) ont été construits par l’Afrique du Sud et mis en service en novembre 1942. Ceux-ci ont été envoyés en tant que 49e flottille Fairmile (SANF) en Birmanie et déployés le long de la côte de l’Arakan. Les bateaux ont vu beaucoup d’action, apportant leur soutien aux forces terrestres et perturbant les lignes de ravitaillement japonaises.
La marine impériale japonaise a renfloué deux de ces bateaux qui avaient été coulés et les a remis en service.
Un certain nombre de bateaux ont été construits en Égypte par Thomas Cook & Son, qui avait un chantier naval au Caire pour la construction d’embarcations touristiques naviguant sur le Nil. L’armement a été installé à Port-Saïd. Les trois premiers à entrer en service en 1942 furent les ML 355, 353 et 348. Après la guerre, ils ont souvent été pris comme bateaux de plaisance et un certain nombre de Fairmile B sont inscrits au Registre national des navires historiques.
Quatorze Fairmile B ont été exploités par le service naval italien Guardia di Finanza, entre 1947 et les années 1980.

## Exemplaires survivants
Quatre bateaux survivent actuellement au Royaume-Uni, dont deux sont en excellent état. L’un est le RML 497. Beaucoup d’autres bateaux de ce type sont connus pour survivre dans le monde entier, certains encore en service commercial en tant que bateaux d’excursion.

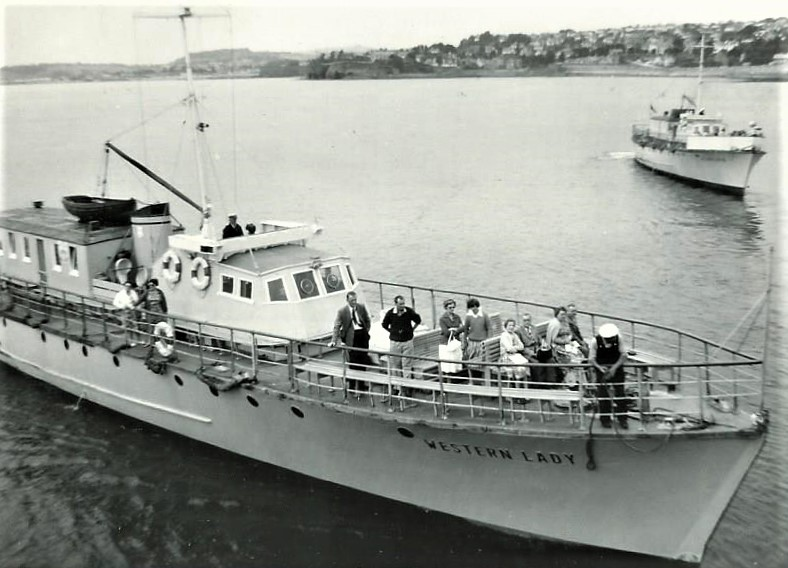
Le Fairmile type B ML 535 a servi avec la 63e flottille ML de 1942 à 1944. La photo la montre en 1962, après sa conversion en ferry sous le nom de MV Western Lady.
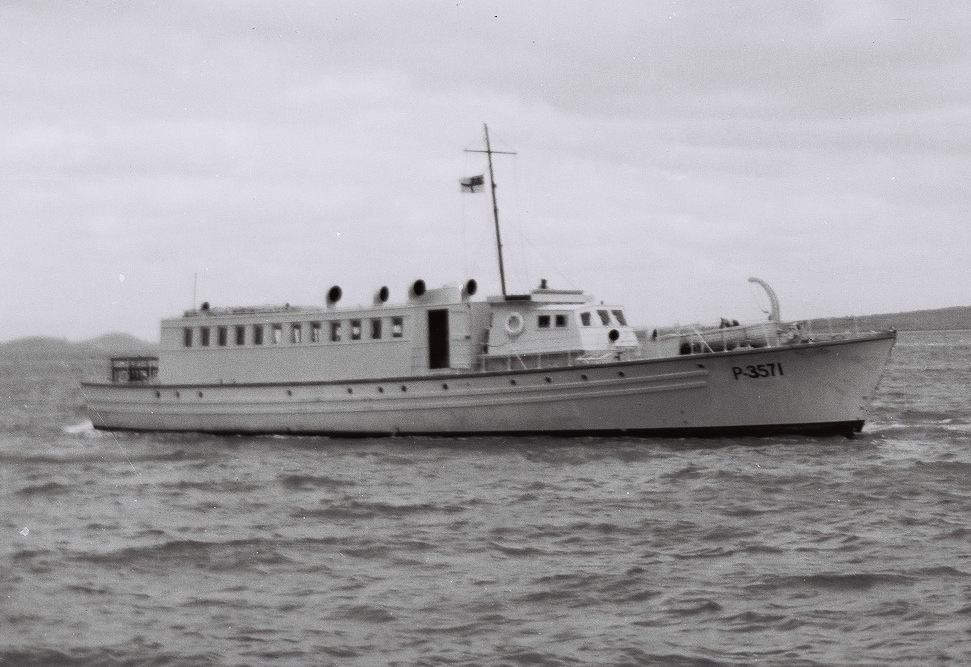
Le HMNZS Kahu (FML 411) a été utilisé après la guerre pour transporter des passagers à Auckland en Nouvelle-Zélande.
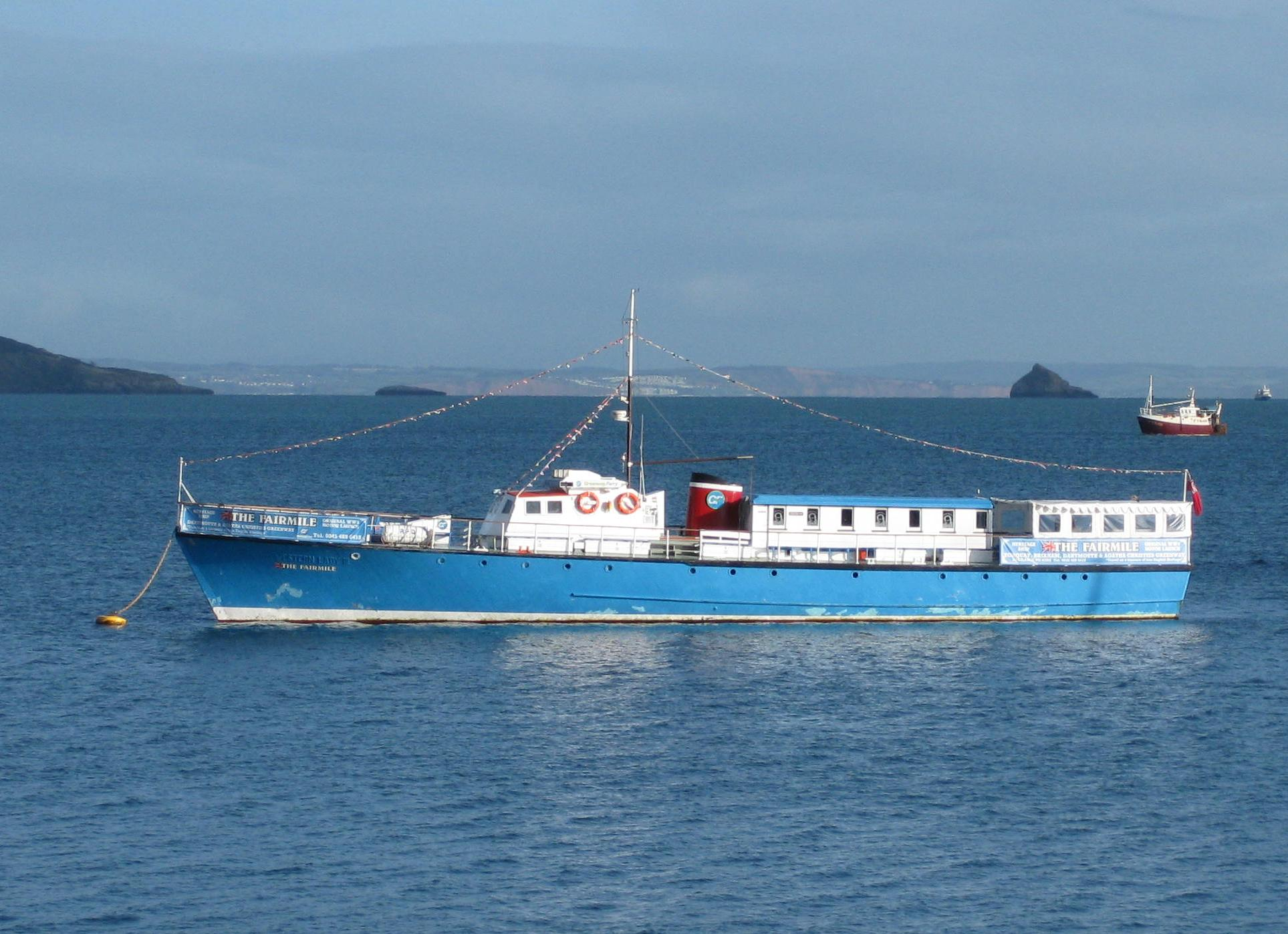
La Fairmile B survivante RML 497 à Brixham en Angleterre, avant sa restauration avec l’aspect qu’elle avait en temps de guerre.